# Vincenzo De Michiel
Vincenzo De Michiel (Fanna, 6 maggio 1920 – Derezovka, 11 settembre 1942) è stato un militare italiano, insignito della medaglia d'oro al valor militare alla memoria nel corso della seconda guerra mondiale.

## Biografia
Nacque a Fanna, attualmente in provincia di Pordenone, il 6 maggio 1920, figlio di Giuseppe. Si trasferì a Chiavari nel 1923, conseguendo il diploma di ragioniere nel 1938 e venendo assunto presso l'Ufficio del Registro di Recco. Arruolatosi nel Regio Esercito, dal settembre 1940 frequentò la Scuola per allievi ufficiali di complemento di Avellino, uscendo con il grado di sottotenente nel marzo 1941. Assegnato in servizio al 90º Reggimento fanteria della 5ª Divisione fanteria "Cosseria", nell'aprile 1942 venne mandato in Ucraina al seguito dell'ARMIR. Dall'agosto successivo partecipò, al comando di un plotone della 2ª Compagnia, alle azioni svolte dalla Divisione sul fronte meridionale russo. Nelle prime ore dell'11 settembre le truppe dell'Armata Rossa attaccarono Derezovka ed egli cadde in combattimento, colpito a morte da un proiettile di fucile anticarro. Per onorarne il coraggio dimostrato in questo frangente, fu insignito della medaglia d'oro al valor militare alla memoria.
Le salme dei caduti del 90º Reggimento fanteria vennero raccolte dal cappellano e tumulate nel cimitero di guerra di Dubovikovo; la tomba di De Michiel era la numero 13. Le sue spoglie mortali sono tornate a Chiavari nel giugno 1993 e riposano nel cimitero della città. A lui sono intitolati la piazza principale di Fanna, un viale di Chiavari e la caserma di Vivaro (PN).

### Annotazioni
1. ↑  All'epoca il paese apparteneva alla provincia di Udine.

### Fonti
1. 1 2 3 4 5 6  Combattenti Liberazione.
2. 1 2 3  Gruppo Medaglie d'Oro al Valor Militare 1965, p. 88.
3. ↑   Medaglia d'oro al valor militare De Michiel, Vincenzo, su quirinale.it, Quirinale. URL consultato l'11 luglio 2021.